# Анисимов, Яков Анисимович
Я́ков Ани́симович Ани́симов (17 октября 1906 — 5 декабря 1944, около города Эрчи, Венгрия) — Герой Советского Союза, гвардии капитан.

## Биография
Родился 17 октября 1906 года в Ядринском уезде Казанской губернии, ныне — территория Моргаушского муниципального округа Чувашии (по разным данным — в деревне Ойкас-Абаши, или Карман-Сирма, или Ягаткино) в бедной крестьянской семье. Чуваш.
Когда Якову не было и десяти лет, его родители умерли. С 1920 года в течение нескольких лет воспитывался в одном из московских детских домов. Здесь он подрос, получил образование. Вернувшись в родную деревню, вступил в комсомол.
В 1925 году окончил в Чебоксарах областную партийную школу и энергично включился в общественную жизнь своей деревни. Работал в Чуманкасинской избе-читальне, обучал грамоте в деревне Одаркино. Член ВКП(б) с 1927 года.
В 1932 году (по другим данным — в 1931 году) окончил Горьковский коммунистический университет и возвратился в Сундырь, где работал секретарём Сундырского райкома ВКП(б) и военным комиссаром Сундырского района Чувашской АССР.
В 1934—1935 годах Анисимов служил по партийной мобилизации в Красной Армии на офицерских должностях.
В Красной Армии вновь с октября 1938 года, призван Советским РВК ЧАССР. Накануне Великой Отечественной войны служил в должности военного комиссара Сундырского районного военкомата. В Великой Отечественной войне участвовал с августа 1941 года в составе 1-го Украинского партизанского полка.
С мая 1944 года — заместитель командира батареи по строевой части 311-го гвардейского полка (108-я гвардейская стрелковая дивизия, 46 армия, 2-й Украинский фронт). Участвовал в боях за освобождение Украины, Румынии, Венгрии. 

### Подвиг
В ночь на 5 декабря 1944 года гвардии капитан Анисимов с частью сил батальона переправился на противоположный берег реки Дунай в районе населённого пункта Эрчи (Венгрия) и захватил плацдарм. При отражении контратаки лично поджёг машину с шестиствольным миномётом противника. В критическую минуту поднял бойцов в контратаку. В этом бою погиб.
Похоронен в братской могиле в городе Эрчи.

## Личная жизнь
Имел от единственной жены: сыновей Николая и Геннадия, а также дочь Тамару. Все дети носили фамилию Вальков.

## Награды
- Звание Героя Советского Союза присвоено 24 марта 1945 года посмертно.
- Награждён орденами Ленина, Отечественной войны 1-й степени, Красной Звезды.

## Память
- Имя Я. А. Анисимова носят улицы в городе Чебоксары (7 мая 1965 года улица Банковская переименована в улицу Анисимова[2]), в деревнях Изедеркино, Одаркино и Ойкас-Абаши, а также в селе Большой Сундырь Моргаушского муниципального округа Чувашии.
- Его имя увековечено в селе Моргауши на Аллее Героев.
- В 2011 году в Моргаушском историко-краеведческом музее прошёл вечер памяти, посвящённый 105-летию со дня рождения Героя Советского Союза Якова Анисимовича Анисимова[3].
- На здании военкомата в селе Моргауши и на доме в деревне Ойкас-Абаши установлены мемориальные доски.